# Fightstar
Fightstar est un groupe de rock alternatif britannique originaire de Londres, en Angleterre. Formé en 2003, le groupe comprend le chanteur, guitariste et claviériste Charlie Simpson, le guitariste et chanteur Alex Westaway, le bassiste Dan Haigh et le batteur Omar Abidi. Bien que généralement considéré comme groupe de post-hardcore, Fightstar implique communément des éléments de heavy metal et de rock alternatif, ainsi que d'autres genres.
À leurs débuts, les membres n'imaginent pas leur futur succès car Simpson était un ancien artiste pop. Finalement, ils sont bien accueillis par leurs performances scéniques et par leur EP, They Liked You Better When You Were Dead (2005). Depuis, leurs quatre albums qui succèdent atteindront le top 40 et seront très bien accueillis par la presse spécialisée.

## Biographie

### Débuts (2003–2005)
Alex Westaway et Charlie Simpson se sont rencontrés à une soirée organisée chez ce dernier, qui faisait alors partie du groupe de pop punk Busted, dont sa demi-sœur était l'amie de la petite amie d'Alex Westaway. Le groupe naît réellement lors d’une jam session durant une fête chez Simpson. Dan Haigh rejoint le groupe peu après, par le biais de la demi-sœur de Charlie, Siham Shnurov avec qui il était. Simpson quitte Busted en janvier 2005, et peu de temps après il commence à faire des concerts avec Fightstar. La première chanson écrite est Too Close to the Sun, mais elle n'est finalement pas retenue, les membres du groupe avouant ne pas l’aimer. D’autres chansons comme Too Much Punch et Make Me subissent le même sort et ne sont pas enregistrées, mais il se pourrait qu’elles le soient un jour.
L'EP They Liked You Better When You Were Dead est composé en 2004, et sort le 28 février 2005. Grand Unification quant à lui sort le 13 mars 2006. Cet album est reçu comme l'un des meilleurs albums de rock de la décennie par le magazine Kerrang!, il comporte quatre singles dont le premier, Paint Your Target, est considéré comme l’emblème du groupe[réf. nécessaire], accompagné de ces faces B Until Then et Cross Out the Stars extraits de l'EP, ainsi que Lost Like Tears in Rain mais celui-ci différente l'originale disponible sur l'EP, le quatrième single.

### Grand Unification(2005–2006)
Après la sortie et la campagne publicitaire de They Liked You Better When You Were Dead, le groupe cherche à savoir qui va produire leur nouvel album. Ils demandent les services de Colin Richardson qui, malgré son scepticisme, accepte de collaborer après avoir écouté des démos envoyées à leur producteur. Le groupe entre en studio à l'ouest de Londres à Surrey avec Richardson en octobre 2005. Richardson, qui aura produit pour notamment Funeral for a Friend, Machine Head et Fear Factory, est particulièrement méticuleux lors de la préproduction, et prend cinq jours à terminer les morceaux de batterie. Grand Unification est un album-concept, inspiré de l'anime Neon Genesis Evangelion. Les paroles se concentrent sur les déboires personnels des paroliers Charlie Simpson et Alex Westaway, mais le concept qui en résulte se centre sur deux individus vivant quelques jours avant la fin du monde.
L'album est publié au Royaume-Uni le 13 mars 2006 au label Island Records et est précédé par les singles Paint Your Target, Grand Unification Pt. I et Waste a Moment. L'album débute 28e de l'UK Albums Chart, et le premier single Paint Your Target atteint la neuvième place du Singles Chart. En mars 2006, ils sont listés dans le top 100 des groupes à surveiller établi par le magazine Alternative Press. Le groupe joue aussi au Download Festival au Donington Park Race Track et joue en tête d'affiche du festival de rock The Full Ponty avec Biffy Clyro et Funeral for a Friend. Fightstar tourne avec Funeral for a Friend pendant trois mois en 2006 dans des pays comme l'Australie, le Japon et le Royaume-Uni. Le groupe publie Grand Unification, en Amérique du Nord le 17 avril 2007 au label Trustkill Records. Cette version diffère des versions britanniques et japonaise, comprenant la face B du quatrième single Hazy Eyes, intitulée Fight For Us, comme quatorzième chanson

### One Day Son, This Will All Be Yours(2007–2008)
Après s'être séparé d'Island Records à la suite de divergences musicales, Fightstar signe à un label indépendant appelé Institute Records, une division de Gut Records, pour publier son deuxième album. Charlie Simpson explique qu'ils ont réussi à trouver un accord, car le label souhaitait du groupe une musique plus « grand public ». Le groupe enregistre One Day Son, This Will All Be Yours à Los Angeles avec Matt Wallace, qui a produit des albums pour Faith No More, Satchel, Deftones et Sugarcult.
En soutien à l'album, le groupe publie initialement le single 99 en téléchargement libre en mai 2007. La chanson est mise à disposition sur le microsite du groupe, et s'accompagne d'un clip vidéo. Le premier single officiel, We Apologise for Nothing, est publié en septembre, une semaine avant l'album, et atteint la première place de l'UK Independent Chart, ainsi que la 63e place de l'UK Singles Chart. Le troisième single, Deathcar, devient le premier publié en format VinylDisc au Royaume-Uni. La chanson, inspiré par un documentaire sur les wagons chinois d'exécution, et la séparation de Simpson et de sa compagne, produit un clip low-fi qui n'a coûté que £500. Le single VinylDisc atteint la 29e place de l'UK Singles Chart. Le quatrième single, Floods est publié à la fin de mars. Le single s'inspire du réchauffement climatique comme expliqué dans le documentaire d'Al Gore, An Inconvenient Truth. Ils jouent aussi en live à la BBC Radio 1. Le groupe se lance dans une tournée britannique en 10 dates en mai avec Brigade et We Are the Ocean.

### Alternate EndingsetBe Human(2008–2010)
Le 11 août 2008, le groupe publie un album de faces B intitulé Alternate Endings. Il comprend donc des faces B, des sessions live, des reprises et d'anciennes chansons inédites.
Gut Records indisponible à la fin de 2008, Fightstar décide de publier lui-même son nouvel album, Be Human, via une coentreprise avec la société Raw Power sur un label appelé Search and Destroy. Il est distribué par PIAS Records. Fightstar publie leur premier single extrait de Be Human, The English Way, le 3 novembre 2008 et atteint la première place des classements britanniques. Le clip est joué sur les chaines Kerrang! et Scuzz T.V. et atteint la top 10 de la chaine MTV2. L'album est coproduit par le groupe et Carl Bown, aux Treehouse Studios de Chesterfield. Charlie Simpson explique qu'ils auraient voulu expérimenter un son plus « rock opera » avec des chœurs, tout en restant fidèle à leurs éléments dark et heavy metal. Le groupe soutien Feeder en première partie de leur tournée britannique, qui a commencé le 21 octobre 2008.
Mercury Summer est annoncé comme single le 2 février 2009 sur leur page MySpace, et publié le 6 avril 2009. Ils annoncent ensuite une tournée en 12 dates avec In Case of Fire et Laruso. Le clip de Mercury Summer est publié sur MySpace le 25 février. Leur chanson A City on Fire est jouée à l'émission de Fearne Cotton sur Radio 1, le 19 octobre 2009. Le single est publié en téléchargement légal le 20 décembre, atteignant la 116e place de l'UK Singles Chart, et les quatrième et dixième place des Rock et Indie Charts, respectivement,. Ils publieront aussi une version de luxe de Be Human le 1er mars 2010.

### Pause et projets parallèles (2010–2014)
Le groupe annonce une pause en 2010 afin de se consacrer à leurs projets parallèles. En dehors du groupe, Westaway et Haigh jouent dans un groupe de synthwave appelé Gunship, se consacrant aux musiques de film. Le duo termine la production d'un projet avec Philip Koch de Lucas Film. Westaway et Haigh terminent également des chansons pour le court-métrage de Grzegorz Jonkajtys, The 3rd Letter, avec Audrey Riley. Le film est récompensé dans plusieurs festivals dans le monde. Entretemps, Simpson commence à enregistrer un album solo en 2010. Ce décembre, il publie un EP intitulé When We Were Lions, sur PledgeMusic Son premier album, Young Pilgrim, est publié en août 2011.
Simpson explique que Fightstar se consacrera à un nouvel album, mais pas avant d'avoir achevé son deuxième album. En décembre 2012, Charlie Simpson confirme son deuxième album courant 2013.

### Retour etBehind the Devil's Back(depuis 2014)
Le 24 septembre 2014, le site web officiel du groupe publie une mise à jour avec une section News et un décompte. Le décompte se termine le 13 octobre et annonce finalement un concert spécial dix ans au Forum à Londres. Il affiche complet en moins d'une minute, mais le groupe annonce un second concert à l'O2 Academy Brixton pour décembre qui est repoussé pour février 2015. Ils joueront aussi à Birmingham, Glasgow et Manchester. Le 25 février, le groupe est confirmé au Download Festival 2015.
Le 12 mai 2015, Simpson annonce sur Instagram le retour du groupe en studio avec leur producteur Carl Bown. Le 22 juillet 2015, Fightstar annonce son quatrième album studio intitulé Behind The Devil's Back le 16 octobre 2015, suivi de quelques concerts. Le 26 juillet, la BBC Radio 1 Rock Show diffuse Animal, la première nouvelle chanson du groupe depuis cinq ans. Animal est publié sur iTunes le 7 août 2015.
Le 10 novembre 2015, Simpson revient dans son ancien groupe Busted pour enregistrer et tourner, mais annonce que Fightstar continuera à enregistrer et à tourner également. Après cette annonce, Tom Bryant de teamrock.com explique que Simpson avait besoin de plus d'argent depuis Fightstar afin de subvenir aux besoins de sa famille, et est retourné avec Busted pour qu'il puisse rester financièrement stable.

## Membres
- Charlie Simpson – chant, guitare rythmique, piano
- Alex Westaway – chant, guitare solo, synthétiseurs
- Dan Haigh – guitare basse, synthétiseurs
- Omar Abidi – batterie, percussions

## Discographie
| Année | Album | Classement |
| Année | Album | UK         |
| ----- | --- | ---------- |
| 2005  | They Liked You Better When You Were Dead - EP - Sortie : 28 février 2005 - Label : Sandwich Leg Records - Formats : Digipack, musique téléchargeable | N/A        |
| 2006  | Grand Unification - Album studio - Sortie : 13 mars 2006 - Label : Island Records - Formats : CD, musique téléchargeable                             | 28         |
| 2007  | One Day Son, This Will All Be Yours - Album studio - Sortie : 24 septembre 2007 - Label : Gut Records - Formats : CD + DVD, musique téléchargeable   | 27         |
| 2008  | Alternate Endings - Compilation - Sortie : 11 août 2008 - Label : Gut Records - Formats : CD, musique téléchargeable                                 | 83         |
| 2009  | Be Human - Album studio - Sortie : 20 avril 2009 - Label : Search and Destroy Records - Formats : CD, musique téléchargeable                         | 20         |
| 2015  | Behind the Devil's Back - Album studio - Sortie : 22 juillet 2015 - Label : Indépendant - Formats : CD, musique téléchargeable                       | N/A        |

## Distinctions
- 2006 : Kerrang! Awards - « meilleur nouveau venu britannique »[48]
- 2007 : Kerrang! Awards - « meilleur groupe britannique »